# 龙章世显牌坊
龙章世显牌坊，位于山西省临汾市洪洞县赵城镇北街村南部，旧十字大街的北段，跨街而建，高10米，宽9米，三间四柱五楼式。“龙章世显”四字已被水泥覆盖，南侧为毛泽东头像，北侧为“为人民服务”五字。龙章世显牌坊已公布为洪洞县文物保护单位。
龙章世显坊为赵城县人李果嘉而立。李果嘉万历二十年拔貢，曾担任蒲台、宁乡等县的知县，苏州府通判，沂州知州，兖州同知，工部屯田司员外郎。